# Karolinska psychodynamic profile
Le Karolinska psychodynamic profile (KAPP) est un instrument d’évaluation basé sur la théorie psychanalytique, qui évalue les modes relativement stables de fonctionnement mental et les traits de caractère, tels qu’ils apparaissent dans la perception de soi et les relations interpersonnelles. Il est constitué de 18 sous-échelles s’inscrivant dans sept dimensions. Dix-sept des sous-échelles sont à un bas niveau d’abstraction et pourraient être considérées comme représentant les traits de caractère ; la dernière sous-échelle se réfère au caractère comme organisation. Chaque sous-échelle est fournie avec une définition et trois niveaux définis. Deux niveaux additionnels intermédiaires peuvent être utilisés, aboutissant à une échelle en 5 points (1, 1,5, 2, 2,5 et 3). Sur toutes les sous-échelles, le niveau 1 représente le niveau le plus normal et le niveau 3 le moins normal. Le KAPP s’est avéré discriminer les patients avec ou sans diagnostic DSM. Il a un pouvoir prédictif par rapport à la façon de réagir à un événement (par exemple, une opération chirurgicale).